# Asociación Internacional para la Libertad Religiosa
La Asociación Internacional para la Libertad Religiosa (International Association for Religious Freedom, IARF) es la organización no gubernamental de ámbito mundial dedicada al diálogo interreligioso más antigua del mundo (fundada en 1900). Está constituida por más de 90 grupos religiosos de diversas confesiones y tradiciones, repartidos en 25 países.

## Fundación
La asociación conocida actualmente como IARF apareció a principios del siglo XX a consecuencia del naciente proceso de diálogo entre las religiones que se había originado con el Parlamento de las Religiones del Mundo celebrado en 1893 en Chicago (EE. UU.). Varias personas pertenecientes a iglesias liberales de Occidente, algunas de las cuales habían participado en la organización del Parlamento de Chicago, decidieron que era necesario "abrir comunicaciones con aquéllos que, en todas las naciones, luchan por unir la religión con la perfecta libertad, y aumentar la hermandad y cooperación entre ellos".
La nueva organización fue fundada el 25 de mayo de 1900 en Boston, y su nombre original fue el de Consejo internacional de unitarios y otros pensadores y trabajadores religiosos liberales. Su primer presidente fue Joseph Estlin Carpenter, profesor de teología en la Universidad de Oxford. El primer comité ejecutivo de la asociación estaba compuesto de diez miembros: cuatro holandeses, dos suizos, y representantes de Francia, Alemania, Hungría y Estados Unidos.

## Congresos
Desde su fundación en 1900, IARF ha celebrado congresos mundiales cada 3 o 4 años. En el II Congreso, celebrado en septiembre de 1903 en Ámsterdam con el título de "Congreso de librepensadores religiosos", hubo 16 países representados y 900 personas inscritas, entre ellos representantes de movimientos religiosos liberales de la India (Brahmo Samaj) y Japón. En 1930 se constituyó formalmente como organización permanente, estableciéndose un secretariado permanente en Holanda. El primer secretario fue L. J. van Holk. Tras ver interrumpidas sus actividades a raíz de la Segunda Guerra Mundial, la organización reanudó su actividad y celebró su XIII congreso en 1949 con el tema "Misión y mensaje de la religión liberal", al que acudieron representantes de movimientos religiosos de 13 países de Europa, América y Asia. En 2006 celebró su XXXII congreso en Taiwán, en las instalaciones del monasterio budista Fo Guang Shan. El XXXIII congreso de IARF se celebró en 2010 en India.

## Objetivos
Según el sitio web de IARF, el objetivo de esta organización es el de "trabajar por la libertad de religión y creencias", dado que es un derecho humano precioso que puede hacer que "florezca lo mejor en las vidas religiosas de las personas o en nuestra búsqueda de la verdad o la iluminación".
De acuerdo a este propósito, IARF centra su acción en los siguientes ámbitos:
- Libertad frente a toda discriminación por motivos de religión o creencia por parte de los estados, gobiernos o instituciones;
- Entendimiento mutuo, respeto y promoción de la armonía o, como mínimo, de la tolerancia entre las comunidades o los individuos de distintas religiones;
- Responsabilidad de las comunidades religiosas para que sus prácticas defiendan la dignidad fundamental y los derechos humanos de sus miembros y de otros.